# Hajo Wandschneider
Hajo Wandschneider (* 21. Dezember 1925 in Hamburg; † 25. März 2017 ebenda) war ein deutscher Strafverteidiger.
Wandschneider, Sohn des Strafverteidigers Erich Wandschneider, verteidigte u. a. Conrad Ahlers in der Spiegel-Affäre und die RAF-Terroristin Susanne Albrecht. Auch den Chorleiter und Komponisten Erich Bender und den Orthopäden Rupprecht Bernbeck verteidigte er vor Gericht.
Wandschneider war Mitarbeiter der deutschen Sektion von Amnesty International und Gründungsmitglied der Hamburger Sektion.